# Albert Bridge
Albert Bridge (en español: Puente de Alberto) es un puente para el tránsito vehicular situado sobre el río Támesis en Londres Oeste, que conecta Chelsea, situado en la ribera norte, con Battersea en el sur, y está clasificado como Grado II* en el catálogo de monumentos del Reino Unido. Recibe su nombre de Alberto de Sajonia-Coburgo-Gotha, príncipe consorte de la Reina Victoria. Fue diseñado y construido por Rowland Mason Ordish en 1873 como una modificación de puente atirantado, que resultó ser estructuralmente errónea, por lo que entre 1884 y 1887 sir Joseph Bazalgette incorporó algunos de los elementos de diseño de un puente colgante. El Consejo del Gran Londres llevó a cabo un nuevo trabajo de reestructuración en 1973, mediante la adición de dos pilares de hormigón que transformaron el tramo central en un puente viga simple. Como resultado de estas modificaciones el puente actual es un híbrido inusual de tres estilos de diseño diferentes.
Construido como un puente de peaje, comercialmente fue un fracaso, por lo que seis años después de su inauguración pasó a ser propiedad pública y se eliminaron los pagos. Sin embargo, las cabinas de peaje se mantuvieron en su lugar, siendo las únicas que se mantienen en un puente de Londres. Fue apodado "The Trembling Lady" ("la dama temblorosa") por su tendencia a vibrar cuando un gran número de personas caminaban sobre él.
Surcado por una carretera de solo 8,2 m de ancho, y con graves deficiencias estructurales, el puente estaba mal equipado para hacer frente a la llegada del vehículo de motor durante el siglo XX. A pesar de los numerosos llamamientos para su demolición o peatonalización, el Albert Bridge se ha mantenido abierto al paso de vehículos durante toda su existencia, con excepción de breves períodos durante las reparaciones, y es uno de los dos puentes de carretera sobre el Támesis en el centro de Londres que nunca han sido sustituidos. Los trabajos llevados a cabo para su fortalecimiento por Bazalgette y el Consejo del Gran Londres fueron incapaces de evitar el deterioro de la estructura del puente. Una serie de medidas cada vez más estrictas de control de tráfico han sido introducidas para limitar su uso, y por tanto, prolongar su vida, lo que le convierte con excepción del Southwark Bridge, en el menos utilizado de la ciudad.

## Contexto

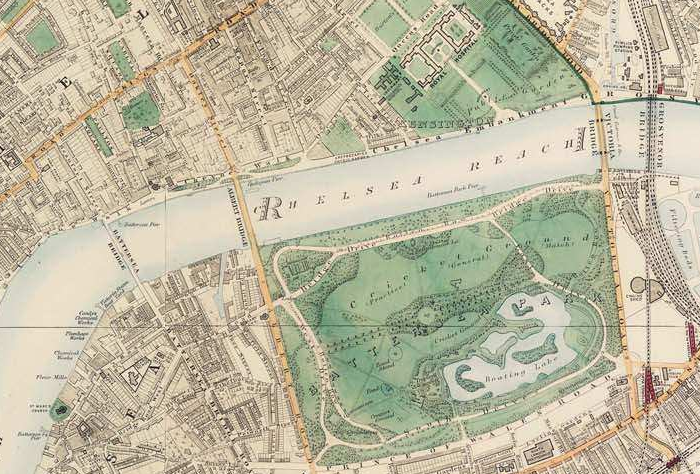
Plano de Chelsea y Battersea en 1891, mostrando (de izquierda a derecha) el Old Battersea Bridge, el Albert Bridge, Victoria (actualmente Chelsea) Bridge y Grosvenor Railway Bridge. Los puentes Battersea y Albert distan menos de 460 m.

En 1771 la histórica e industrial ciudad de Chelsea (en la orilla norte del río Támesis, a 4,8 km al oeste de Westminster) y la importante aldea agrícola de Battersea estaban comunicadas únicamente por el modesto puente de madera de Battersea (Battersea Bridge). En 1842 la Comisión de Bosques recomendó la construcción de un terraplén en Chelsea para proporcionar nuevos terrenos para su desarrollo, y propuso la creación de un nuevo puente río abajo del puente de Battersea, además de la sustitución de este por una estructura más moderna. Los trabajos del terraplén de Chelsea comenzaron en 1862, y los del Victoria Bridge (después llamado Chelsea Bridge), a corta distancia aguas abajo del puente de Battersea, comenzaron en 1851 y finalizaron en 1858. Mientras que la propuesta de demolición del Battersea Bridge fue desestimada.
Aunque Chelsea y Battersea pasaron a estar comunicados por dos puentes, el antiguo puente de madera de Battersea se había convertido en una ruina; había crecido en impopularidad y era considerado peligroso. El tráfico del nuevo Victoria Bridge, por su parte, sufría una severa congestión. En 1860, el Príncipe Alberto sugirió que la construcción de un puente de peaje entre los dos existentes podría ser rentable, y en la década de 1860 se constituyó la Albert Bridge Company, con el objetivo de construir este nuevo paso. Un proyecto de 1863 fue bloqueado por la fuerte oposición de los operadores del Battersea Bridge, que se encontraba a menos de 460 m del sitio propuesto para el nuevo puente, lo que consideraban un perjuicio para sus intereses. Se alcanzó un compromiso y en 1864 una nueva ley del Parlamento fue aprobada, autorizando la construcción del nuevo puente a condición de que fuera finalizado en el plazo de cinco años. Esta ley también obligaba a la Albert Bridge Company a comprar el Battersea Bridge una vez que se abriera el nuevo puente y compensar a sus propietarios pagándoles 3000 libras esterlinas al año (alrededor de 221 000 de 2010), en el ínterin.
Rowland Mason Ordish fue elegido como diseñador del nuevo puente. Ordish era un ingeniero líder en arquitectura que había trabajado en el Royal Albert Hall, la Estación de St. Pancras, The Crystal Palace y el Holborn Viaduct. El puente fue construido utilizando el principio Ordish-Lefeuvre, una antigua forma de diseño de puente atirantado que Ordish había patentado en 1858. El diseño de Ordish se asemejaba a un puente colgante convencional, empleando un cable parabólico para sujetar el centro del puente, pero diferenciado por el uso de 32 tirantes inclinados que sujetaban el resto de la carga. Cada tirante consistía en una barra de hierro forjado unida a la cubierta del puente y un cable de acero compuesto por 1000 cables de 2,5 mm, que unía la barra de hierro a una de las cuatro columnas octogonales de apoyo.

## Diseño y construcción

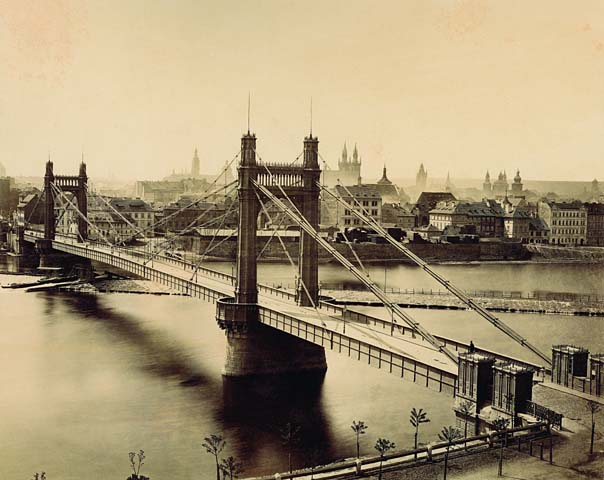
El Puente de Francisco José, en Praga, inaugurado en 1868 y demolido en 1949, fue construido con un diseño similar al propuesto para el futuro Albert Bridge.

Aunque su construcción fue autorizada en 1864, el inicio de los trabajos se retrasó debido a las negociaciones sobre la propuesta del terraplén de Chelsea, ya que el diseño del puente no pudo finalizarse hasta que el trazado exacto de las carreteras que se debían construir en la orilla norte del río estuviera finalizado. Mientras se debatían los planes para el terraplén de Chelsea, Ordish construyó el Puente de Francisco José sobre el río Moldava en Praga, con el mismo diseño que el previsto para el Albert Bridge.
En 1869 vencía el plazo concedido por la Ley de 1864 para construir el puente. Los retrasos causados por el proyecto del terraplén de Chelsea provocaron que los trabajos en el puente no hubieran comenzado aún, por lo que se solicitó al parlamento una nueva ley para prorrogar el plazo. La construcción se inició finalmente en 1870, y se calculó que se completaría en aproximadamente un año, con un costo previsto de 70 000 £ (alrededor de 4,99 millones £ de 2010). En realidad el proyecto duró más de tres años y su costo final ascendió a 200 000 £ (unos 13,1 millones de 2010). La intención era abrir el puente y el terraplén de Chelsea en una ceremonia conjunta en 1874, pero la Albert Bridge Company quería empezar a recuperar el sustancial aumento de los costes, por lo que el puente se abrió sin ceremonia formal el 23 de agosto de 1873, casi diez años después de su autorización. Por exigencias de la ley, la sociedad Albert Bridge Company compró entonces el Battersea Bridge.
El puente de Ordish tenía 41 pies (12 m) de ancho y 710 pies (220 m) de largo, con un vano central de 384 pies y 9 pulgadas (117,27 m). El suelo estaba sujeto por 32 varillas rígidas de acero suspendidas de cuatro torres octogonales de hierro fundido, que a su vez descansaban sobre pilares de hierro fundido. Los cuatro pilares fueron llevados desde Battersea y transportados flotando río abajo hasta la posición destinada, una vez allí fueron rellenados con hormigón, constituyeron en esa época las mayores piezas de fundición jamás realizadas. A diferencia de la mayoría de los otros puentes colgantes de la época, las torres se colocaron en el exterior del puente para no obstruir la carretera. En cada entrada había dos cabinas de peaje con una barra entre ellas, para evitar que nadie accediese al puente sin pagar.
El puente se ganó el apodo de "The Trembling Lady" (la dama temblorosa) por su tendencia a vibrar, sobre todo cuando era utilizado por las tropas del cercano Cuartel de Chelsea. La preocupación sobre los riesgos de los efectos de la resonancia mecánica en los puentes colgantes, tras el colapso del Broughton Bridge de Broughton en 1831 y del Pont de la Basse-Chaîne de Angers en 1850, llevó a la colocación de anuncios en las entradas del puente alertando a las tropas para romper el paso (no ir todos al paso) al cruzar el puente. Aunque el cuartel fue cerrado en 2008, las señales de advertencia continúan colocadas en la actualidad.

## Paso a propiedad pública

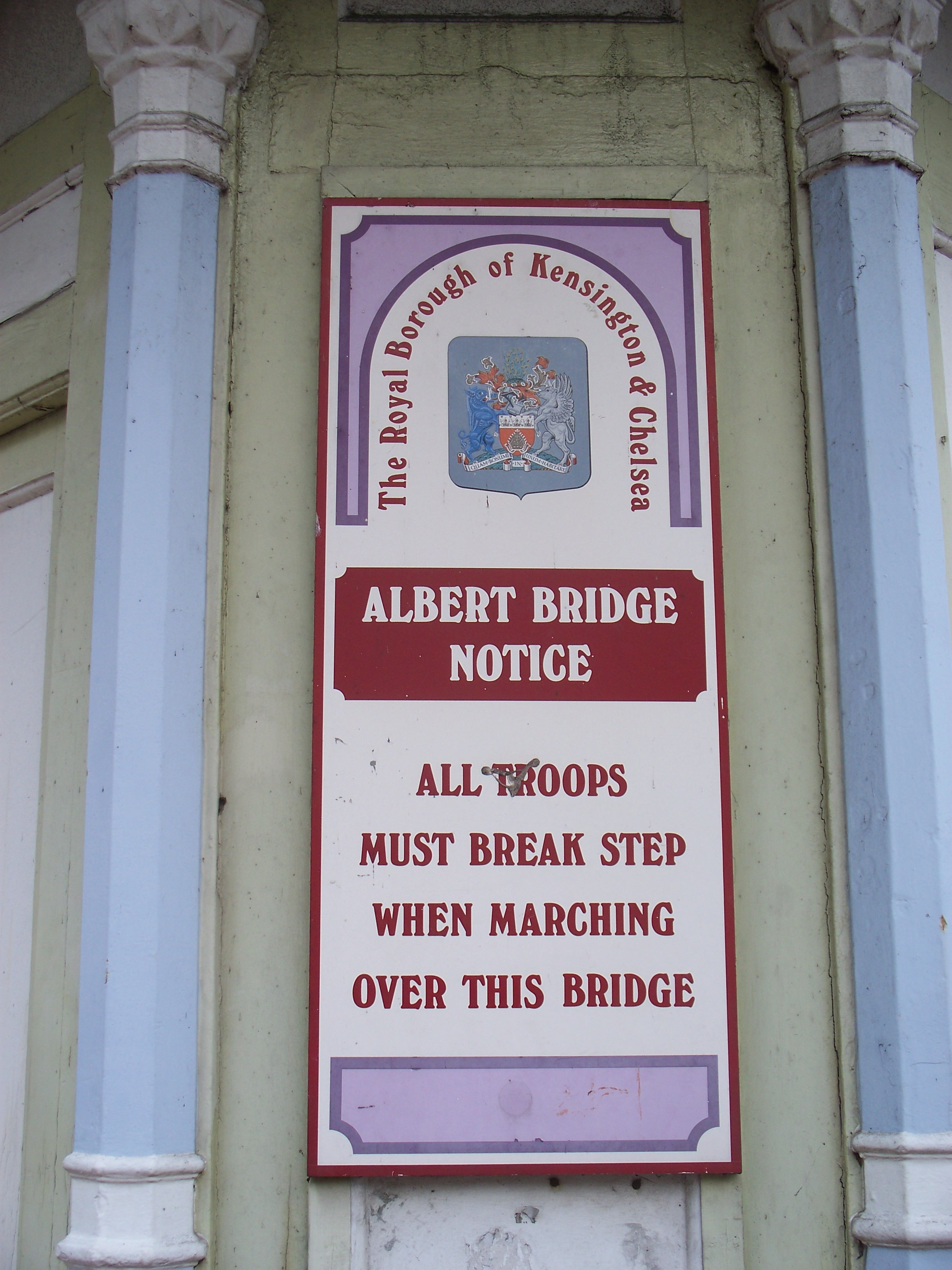
Uno de los carteles de aviso situados a la entrada del puente para prevenir a las tropas: Todas las tropas deben romper el paso cuando marchen sobre este puente.

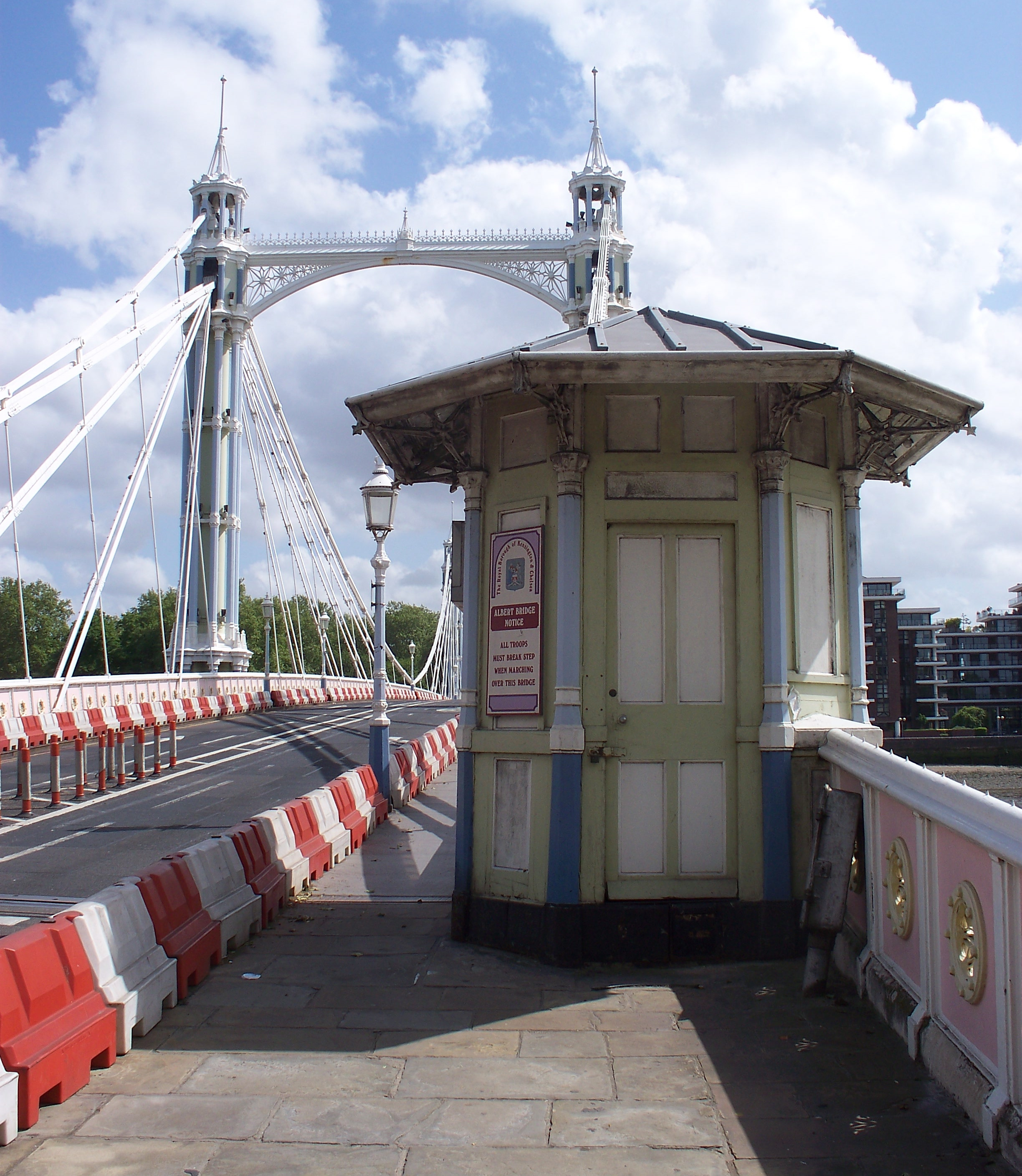
Una de las casetas octogonales del Albert Bridge, las únicas cabinas de peaje en un puente que se mantienen en Londres.

El Albert Bridge resultó un desastre económico. Cuando se produjo su apertura, la Albert Bridge Company llevaba nueve años pagando una indemnización a la Battersea Bridge Company, y tras la realización del nuevo puente, se convirtió en responsable de los costes de reparación de la estructura del entonces ruinoso y peligroso puente de Battersea. El costo de subsidiar el Battersea Bridge disminuyó los fondos destinados a la construcción de vías de acceso al nuevo puente, por lo que este quedó mal comunicado. Ubicado un poco más lejos del centro de Londres que el cercano Victoria Bridge (Chelsea Bridge), la utilización del nuevo puente fue menor de la esperada y en los primeros nueve meses de su funcionamiento solo se recaudaron 2085 £ (alrededor de 144 000 £ de 2010) en los peajes.
En 1877 se aprobó la Ley de Puentes de Peaje de la Metrópoli, lo que permitió a la Metropolitan Board of Works (Junta Metropolitana de Obras) comprar todos los puentes de Londres entre los puentes de Hammersmith y Waterloo, y liberarlos de los peajes. En 1879, el Albert Bridge, cuya construcción había costado 200 000 £, fue comprado por la Junta de Obras junto con el Battersea Bridge por un precio combinado de 170 000 £ (alrededor de 12,8 millones £ de 2010). Los peajes fueron suprimidos en los dos puentes el 24 de mayo de 1879, pero las casetas octogonales del Albert Bridge se mantuvieron, y actualmente son las únicas cabinas de peaje que existen en un puente de Londres.

## Problemas estructurales

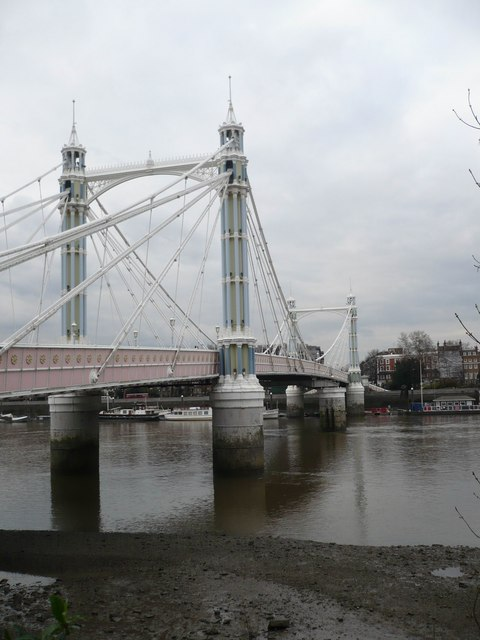
Vista lateral del puente. Se pueden observar los nuevos pilares añadidos en 1973.

En 1884, el ingeniero de la Junta de Obras, sir Joseph Bazalgette, realizó una inspección del puente y se encontró que las varillas de hierro ya mostraban signos de corrosión. En los siguientes tres años las barras de sujeción se reforzaron con cadenas de acero, dando un aspecto más parecido a un puente colgante convencional, y se instaló además una nueva cubierta de madera, con un costo total de 25 000 £ (alrededor de 1,93 millones £ de 2010). A pesar de estas mejoras, Bazalgette aún estaba preocupado por su integridad estructural, y fue impuesto un límite de peso de cinco toneladas a los vehículos que utilizaban el puente.
Con una carretera de solo 27 pies (8,2 m) de ancho y sujeto a restricciones de peso, el Albert Bridge no se adecuaba al advenimiento del transporte motorizado en el siglo XX. En 1926, la comisión encargada de gestionar el tráfico fluvial recomendó la demolición y reconstrucción del puente para incorporar cuatro carriles de tráfico, pero el plan no se llevó a cabo debido a la escasez de fondos durante la Gran Depresión. El puente continuó deteriorándose, y en 1935 el límite de peso se redujo a dos toneladas.
Debido a sus debilidades estructurales, en 1957 el gobierno del Condado de Londres propuso que se sustituyera el Albert Bridge por otro con un diseño más convencional. Una campaña de protesta encabezada por John Betjeman dio lugar a la retirada de la propuesta, pero seguían existiendo serias dudas sobre la integridad del puente. En 1964 se introdujo un sistema experimental de carriles reversibles, en el que solo se permitía el tráfico por el puente en dirección norte durante la mañana y hacia el sur por las noches. Sin embargo, el estado del puente no dejó de empeorar, y en 1970 el Greater London Council (GLC) solicitó y obtuvo autorización para llevar a cabo los trabajos para reforzarlo. En abril de 1972 el puente fue cerrado para llevar a cabo las reparaciones pertinentes.

### Propuesta de peatonalización

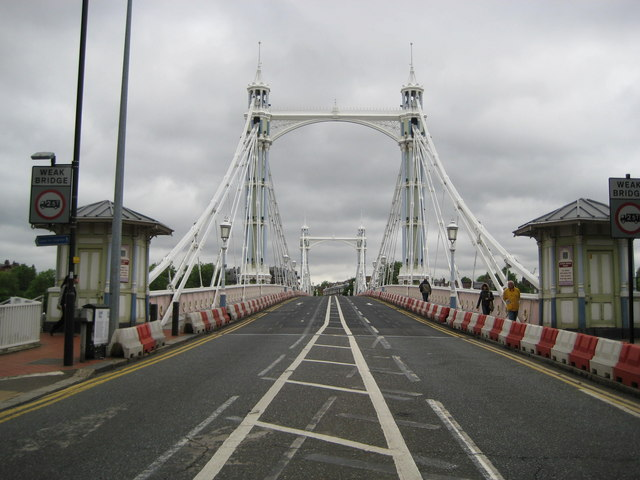
Vista del acceso al Albert Bridge. Se pueden observar las señalizaciones rojas y blancas a ambos lados de la calzada que delimitan la zona por la que circulan los peatones. En 1973 fue desestimada una propuesta de peatonalización del puente.

La solución que se aplicó a las deficiencias observadas fue la adición de dos pilares de hormigón en el centro del río para apoyar el vano central, transformando la sección central del puente en un puente viga. La viga principal del puente también se reforzó y fue colocada una cubierta ligera de refuerzo. Las modificaciones tenían por objeto ser solución provisional para prolongar la vida útil del puente por cinco años, mientras se estudiaba su reemplazo; según las estimaciones del CGL, las obras efectuadas garantizaban su mantenimiento un máximo de 30 años, pero tendría que ser cerrado o renovado mucho antes de ese plazo.
A principios de 1973, la revista Architectural Review presentó una propuesta para convertir el Albert Bridge en parque público y paso peatonal a través del río. La propuesta consiguió mucha popularidad entre los residentes de la zona, y en mayo de 1973, una campaña dirigida por John Betjeman, Sandra Lee Thorndike y Laurie Lee planteó una petición con 2000 firmas para que el puente se cerrara al tráfico de forma permanente tras su reapertura. Aunque el GLC reabrió el puente al tráfico en julio de 1973, también anunció su intención de llevar a cabo el proyecto de Architectural Review una vez que las cuestiones jurídicas se hubiesen tratado.
Contra la propuesta de peatonalización surgió una vigorosa campaña llevada a cabo por el Real Automóvil Club. Este movimiento incluyó una campaña publicitaria liderada por la actriz Diana Dors en favor de la reapertura del puente, mientras que un grupo de residentes locales dirigidos por el poeta Robert Graves se movilizó en apoyo del plan del GLC. Graves recolectó más de mil firmas de apoyo, pero fue atacado con dureza por la British Road Federation, que se burló de que la aparente evidencia de apoyo público al proyecto se debía "al envío de una gran cantidad de encuestadores a viviendas sociales, donde la mayoría de la gente lo firma todo sin saber de qué se trata". Una encuesta pública de 1974 recomendó que el puente permaneciera abierto para evitar la congestión de los puentes próximos, por lo que se mantuvo abierto al tráfico con el sistema de carriles reversibles y la limitación de peso de dos toneladas para los vehículos que lo cruzaran.

## Época moderna

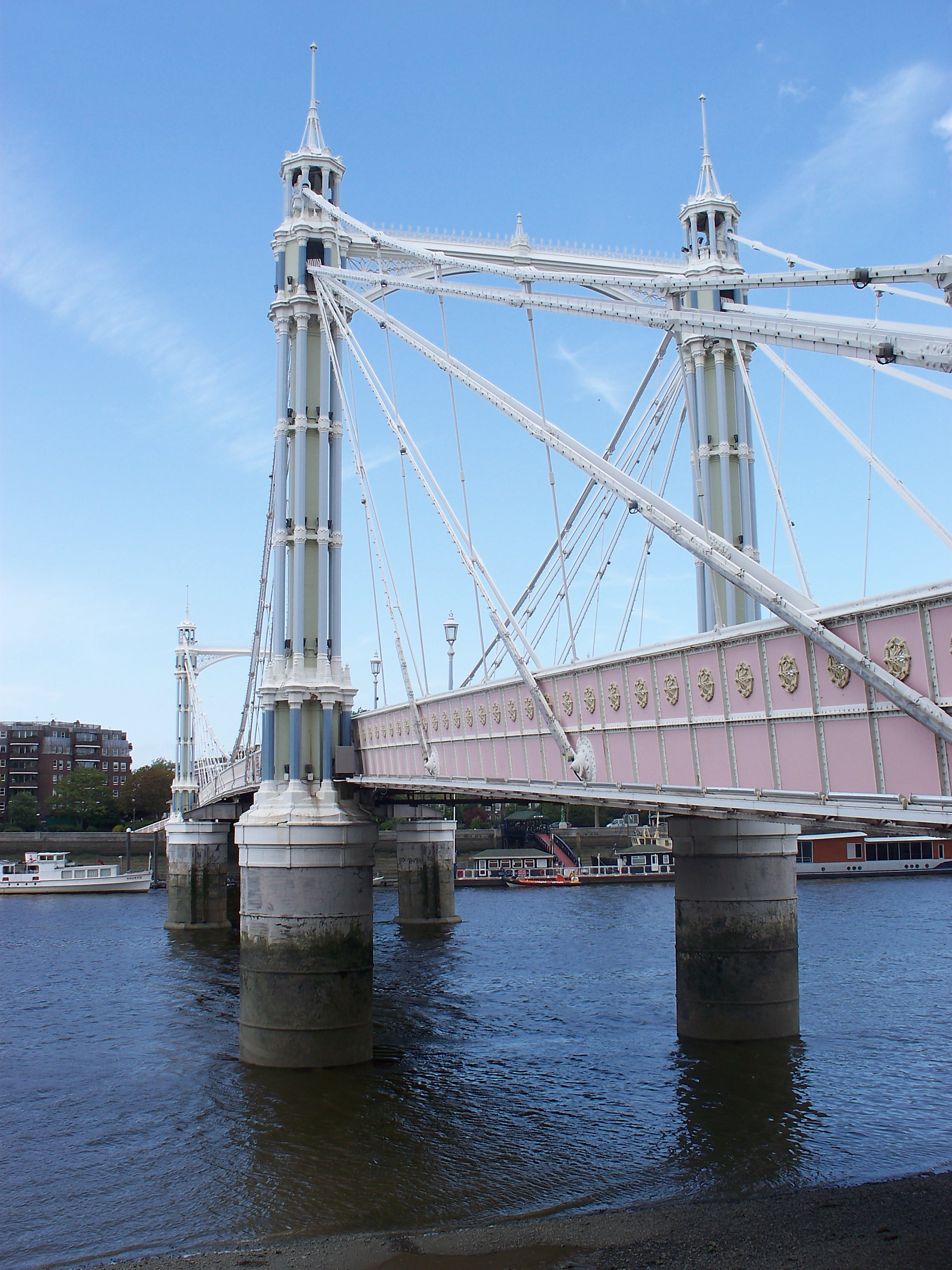
El inusual esquema de color actual está destinado a aumentar la visibilidad para la navegación por el río Támesis en condiciones de poca luz.

En 1990 el sistema de carriles reversibles fue retirado y el Albert Bridge volvió a permitir el tráfico en ambos sentidos. Además, se instaló una mediana en el acceso sur del puente para evitar que fuera utilizado por vehículos de gran tamaño. En los primeros años del siglo XXI el área de Chelsea experimentó un importante crecimiento en el uso de vehículos 4x4, muchos de los cuales sobrepasaban el límite de peso de dos toneladas, y se calculó que 1/3 del total de los vehículos que utilizan el puente estaban por encima de ese límite. En julio de 2006, la carretera que atraviesa el puente, de 8,2 m de ancho, se redujo a un solo carril en cada dirección para reducir la carga soportada. Además se colocaron a ambos lados de la misma, barreras de señalización, en un esfuerzo por proteger la estructura de los daños causados por los automóviles.
Entre 1905 y 1981, el Albert Bridge fue pintado de un color verde uniforme, y en 1981 fue repintado amarillo, pero en 1992 sufrió una remodelación que incluía cambios en su decoración y cableado. Como resultado se convirtió en un importante punto de referencia del oeste de Londres. En la actualidad el puente está pintado en un esquema de colores rosa, azul y verde, destinado a aumentar la visibilidad en días de niebla o de poca luz, y por lo tanto reducir los riesgos para la navegación de chocar con su frágil estructura durante el día. Por la noche una red de 4000 lámparas halógenas de bajo voltaje iluminan el puente. En 1993, el innovador uso de iluminación de larga duración y bajo consumo de energía fue elogiado por Mary Archer, en aquel momento presidenta de la National Energy Foundation. Su aspecto actual, distintivo y sorprendente, ha propiciado su uso como telón de fondo de numerosas películas ambientadas en la zona de Chelsea, como Absolute Beginners (1986), Sliding Doors (1998) y Maybe Baby (2000).

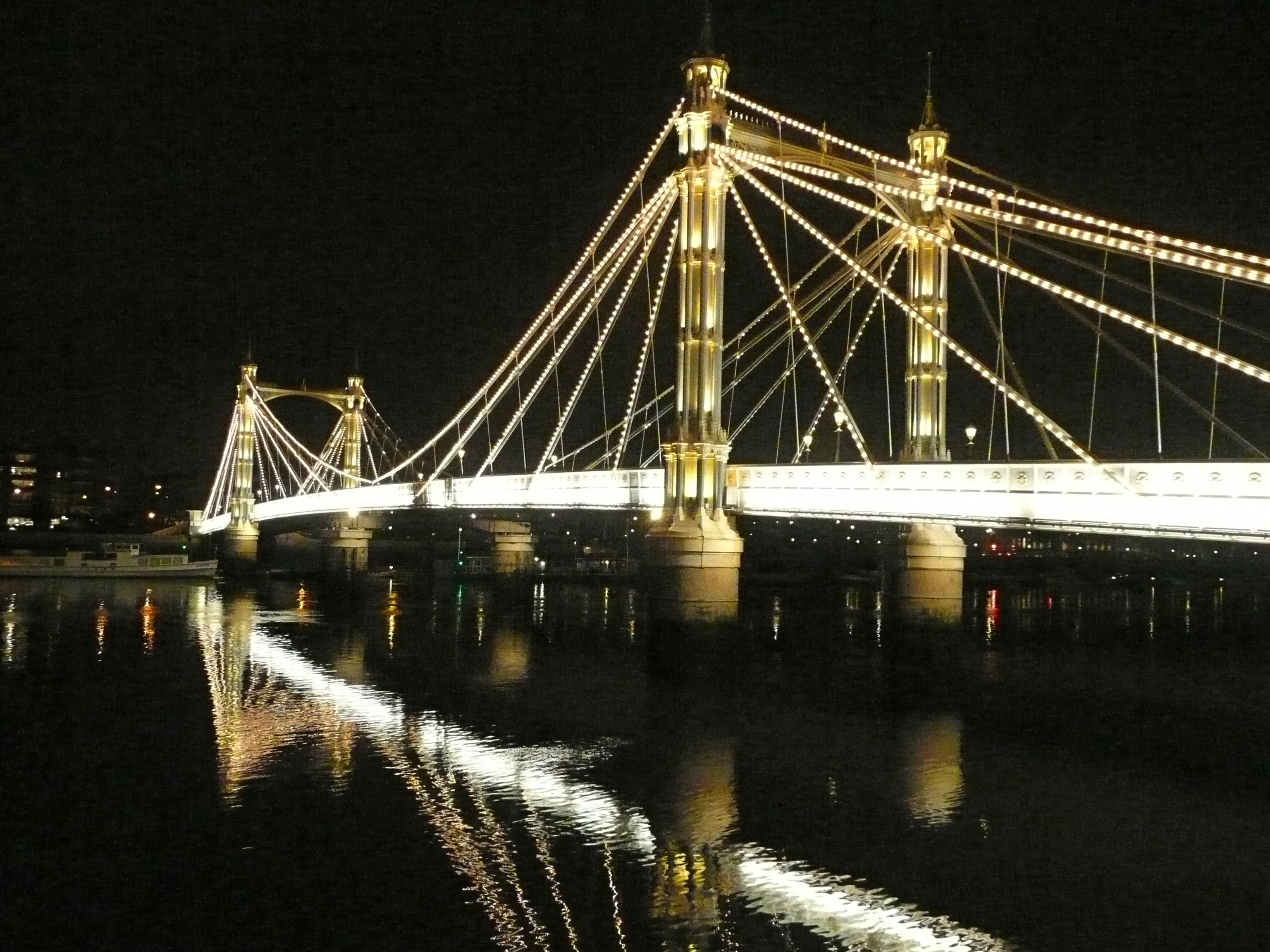
Vista nocturna del puente. Por la noche, una red de 4000 lámparas halógenas de bajo voltaje se encarga de su iluminación.

A excepción del Tower Bridge, construido en 1894, el Albert Bridge es el único puente de carretera sobre el Támesis en el centro de Londres que nunca ha sido sustituido. A pesar de haber sido proyectados como una medida temporal, los dos pilares centrales de hormigón permanecer en su lugar, y aunque en 1974 su esperanza de vida se estimó en un máximo de 30 años, el puente sigue en pie y aún en funcionamiento. En 1975, el Albert Bridge fue declarado objeto de protección como estructura de grado II*, lo que le proporciona protección contra nuevas modificaciones significativas sin previa consulta. A pesar de ello, su deterioro continúa. Aunque han sido elaboradas propuestas por el gobierno del distrito de Kensington y Chelsea para llevar a cabo su reparación, en marzo de 2008 se informó de que no había fondos disponibles para realizar las obras. Las múltiples medidas destinadas a reducir el flujo de tráfico y prolongar la vida útil del puente, han llevado a que en 2009 el tráfico por el Albert Bridge sea de unos 19 000 vehículos por día, lo que le convierte en el segundo puente sobre el río Támesis menos transitado de Londres, solo por detrás del Southwark Bridge.
El puente fue cerrado al tráfico el 15 de febrero de 2010 para llevar a cabo obras de reacondicionamiento y refuerzo, estimándose en unos 18 meses el tiempo que permanecerá cerrado.